# Малая Олёнка
Малая Олёнка — река в России, протекает по территории Кольского района Мурманской области. Впадает в озеро через которое протекает Большая Олёнка. Длина реки — 28 км.

## Данные водного реестра
По данным государственного водного реестра России относится к Баренцево-Беломорскому бассейновому округу, водохозяйственный участок реки — реки бассейна Баренцева моря от восточной границы бассейна реки Воронья до западной границы бассейна реки Иоканга (мыс Святой Нос), речной подбассейн реки — подбассейн отсутствует. Речной бассейн реки — бассейны рек Кольского полуострова, впадает в Баренцево море.